# Єрьоменко Зінаїда Петрівна
Зінаїда Петрівна Єрьоменко (1936—2013) — радянська працівниця промисловості, шліфувальниця заводу «Ростсільмаш», Герой Соціалістичної Праці.
Народилася 31 травня 1936 року в Ростові-на-Дону в робітничій сім'ї. Батько загинув під час Другої світової війни, в сім'ї залишилося троє дітей.
По закінченні семирічки, з 1952 року, працювала в механоскладальному цеху № 1 заводу «Ростсільмаш». Оволоділа п'ятьма суміжними професіями: шліфувальниці, сверловщиці, протяжниці, токаря, наладчика. Їй першій у цеху присвоєно звання «Ударник комуністичної праці». 1981 року в зв'язку з реконструкцією цеху, була переведена разом з бригадою майстра Мухіна до механоскладального цеху № 4.
Депутат Верховної Ради СРСР 10-го скликання (1979—1984 роки), делегат XXVI і XXVII з'їздів КПРС (1981 і 1986 роки). Також обиралася членом Ростовського обкому КПРС, облвиконкому, депутатом Ростовського обласної Ради народних депутатів.
У 1990-ті роки вийшла на пенсію, жила в Ростові-на-Дону, займалася громадською діяльністю — більше 15 років була членом обласної виборчої комісії.
Померла 29 вересня 2013 року в Ростові-на-Дону.

## Нагороди
- Указом Президії Верховної Ради СРСР від 31 травня 1984 року за видатні успіхи, досягнуті у виконанні виробничих завдань, соціалістичних зобов'язань і підвищення продуктивності праці Єрьоменко Зінаїді Петрівні присвоєно звання Героя Соціалістичної Праці з врученням ордена Леніна і золотої медалі «Серп і Молот».
- Також нагороджена другим орденом Леніна (1977), орденом Трудового Червоного Прапора (1974) і медалями, серед яких медалі ВДНГ СРСР.
- Почесний ростсельмашевець.
- У 2007 році Зінаїда Єрьоменко нагороджена громадською нагородою — медаллю «Трудова доблесть Росії».[1]